# スーザン・ジレスピー
スーザン・ジレスピー（Susan D. Gillespie、1952年 - ）は、アメリカ人の学術的人類学者。メソアメリカの文化での研究において貢献している。彼女の最初の著書は1989年に出された (Aztec Kings: The Construction of Rulership in Mexica History)。